# Brandon Lee
Brandon Bruce Lee (Oakland, 1º febbraio 1965 – Wilmington, 31 marzo 1993) è stato un attore e artista marziale statunitense.
Figlio primogenito di Bruce Lee, è ricordato soprattutto per aver interpretato Eric Draven nel film Il corvo - The Crow, sul cui set morì a causa di un incidente con un'arma da fuoco.

## Biografia

### Infanzia e giovinezza

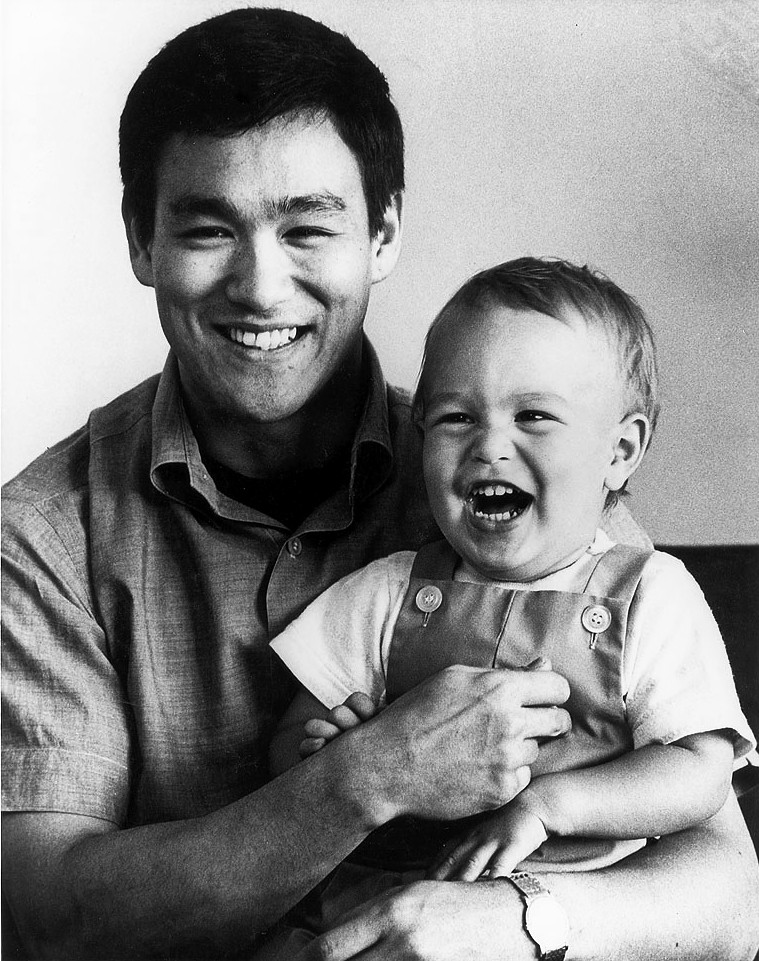
Brandon Lee con il padre Bruce nel 1966

Brandon nacque ad Oakland, in California, il 1º febbraio 1965 da Bruce Lee e Linda Emery (in seguito Cadwell, cognome ricevuto dal suo terzo marito, Bruce Cadwell); suo padre era hongkonghese con parziali ascendenze europee, mentre sua madre è statunitense di origini svedesi e inglesi. Tre mesi dopo la sua nascita i Lee si trasferirono, dapprima a Los Angeles, e in seguito, nel 1971, a causa degli impegni lavorativi del padre, ad Hong Kong, all'epoca ancora una colonia britannica, dove il giovane Brandon imparò il cantonese.
Nonostante un'infanzia piuttosto tranquilla, Brandon dovette superare la tragica morte del padre, avvenuta quando aveva otto anni. A seguito della perdita, assieme a sua madre e sua sorella Shannon, tornò negli Stati Uniti trasferendosi a Seattle (dove suo padre venne sepolto) e poi a Los Angeles, nel sobborgo di Rolling Hills.
Brandon frequentò la prestigiosa Chadwick High School ma venne espulso per insubordinazione tre mesi prima del diploma, riuscendo poi a conseguirlo. Terminati gli studi, iniziò ad interessarsi alla recitazione e nel 1983 si iscrisse all'Emerson College di Boston. Dopo un anno si spostò a New York e divenne membro dell'American New Theater, gruppo teatrale fondato dal regista, nonché suo amico, John Lee Hancock. Il giovane Brandon, che aveva iniziato da bambino a praticare le arti marziali sotto la guida del padre, continuò a prendere lezioni da Dan Inosanto, uno dei più grandi allievi di Bruce Lee, studiando, tra i vari stili, il Jeet Kune Do, arte sviluppata dal suo noto genitore.

### La carriera
Nel 1985 Brandon fece ritorno a Los Angeles e nello stesso anno esordì nel mondo cinematografico, ottenendo una piccola parte in The Crime Killer di George Pan-Andreas, nel ruolo non accreditato di un gangster. Nel 1986, mentre lavorava come impiegato presso la Ruddy/Morgan Production di Los Angeles, conobbe Lyn Stalmaster, direttore del casting, che, dopo un provino, lo scelse per una parte nel film TV Kung Fu: The Movie, nei panni del personaggio di Chung Wang, figlio di Kwai Chang Caine, interpretato da David Carradine. Il film è ispirato alla serie televisiva degli anni settanta Kung Fu alla quale avrebbe dovuto partecipare il padre Bruce nei panni del protagonista Caine, ruolo affidato invece a Carradine.
Nello stesso anno Brandon si recò a Hong Kong per le riprese del suo primo film da protagonista, Legacy of Rage, affiancato da altri attori come Michael Wong e Bolo Yeung (quest'ultimo aveva collaborato con il padre ne I 3 dell'Operazione Drago). Il film fu recitato in cantonese e fu l'unico dell'attore a essere registrato a Hong Kong. Nel 1987 interpretò Johnny Caine in Kung Fu: The Next Generation, seguito di Kung Fu: The Movie. Brandon fece poi un'apparizione nella serie televisiva Ohara (1988) con protagonista Pat Morita, interpretando Kenji, figlio di un boss della Yakuza. Recitò successivamente in Laser Mission (1990), con Ernest Borgnine, registrato in Sudafrica nel 1988.
Nel 1991 fu co-protagonista, assieme a Dolph Lundgren, in Resa dei conti a Little Tokyo, film che non riscosse il successo sperato ma permise a Brandon di firmare un contratto con la 20th Century Fox. Nel 1992 interpretò lo studente Jake Lo in Drago d'acciaio, partecipando anche alla realizzazione delle coreografie. Per questo film si recò in tour promozionale, dove venne intervistato dallo sceneggiatore ed esperto di cinema kung-fu Lorenzo De Luca, già autore di alcuni libri sul padre. Parte di quell'intervista è ascoltabile nel documentario L'urlo di Chen terrorizza ancora l'Occidente del 2010, realizzato dallo stesso De Luca.

### Verso la notorietà e l'improvvisa tragedia
Nel 1993 fu scelto per interpretare Eric Draven nel film Il corvo di Alex Proyas, basato sul fumetto omonimo di James O'Barr. Questo fu l'unico film in cui Brandon non dovette fare sfoggio delle sue abilità nelle arti marziali e per lui fu una notevole soddisfazione personale riuscire a dimostrare di essere diverso da suo padre, non sopportando di essere etichettato come il "figlio di Bruce Lee”. Il corvo lo rese famoso in tutto il mondo, ma gli costò la vita.

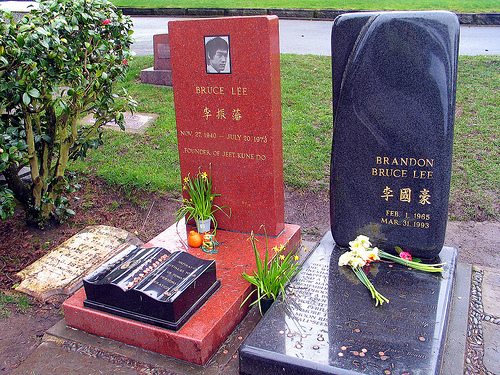
La tomba di Brandon Lee, accanto a quella del padre a Seattle

Il 31 marzo 1993 Brandon fu ferito involontariamente e mortalmente da un colpo di pistola mentre stava recitando durante una scena in cui il suo personaggio, Eric, torna nella sua abitazione e ricorda il momento della sua morte. L'arma che lo uccise era in mano a Michael Massee, che nel film recitava nella parte di Funboy.
Secondo i produttori l'incidente avvenne per una serie di sfortunati eventi scaturiti dalla negligenza dei membri del personale che, avendo bisogno di proiettili inerti per una scena di un primo piano del tamburo, li costruirono togliendo innesco e polvere da sparo da veri proiettili invece di comprarli già pronti. Per errore uno dei proiettili non venne però privato dell'innesco e il revolver venne lasciato carico anche dopo la scena. Quando il grilletto della pistola fu successivamente premuto, l'innesco rimasto ebbe abbastanza forza da spingere comunque l'ogiva fino a metà canna, inceppando l'arma. Al momento della scena fatale, la pistola venne caricata con proiettili a salve (munizioni fornite di polvere da sparo ma prive di ogiva, in modo da emettere il suono dello sparo senza però che avvenga effettivamente lo sparo) ma quando venne esploso il colpo, l'ogiva precedentemente incastrata nella canna venne sparata allo stomaco di Brandon. In un'intervista, il regista del film disse di quella scena: 
Lee morì più tardi al New Hanover Regional Medical Center di Wilmington (Carolina del Nord), dopo una lunga e vana operazione per rianimarlo, in cui venne rinvenuta l'ogiva. Le sue eredi, la madre Linda, la sorella Shannon e la fidanzata Eliza, fermarono le indagini ritirando la denuncia e accettando la spiegazione dell'incidente fornita dalla produzione in cambio di un risarcimento milionario. L'accordo extragiudiziale suscitò il rimprovero da parte del coroner che svolgeva l'inchiesta, giacché almeno sette persone stavano per andare a processo per omicidio colposo e invece in questo modo non ci fu luogo a procedere.
L'ultimo film di Brandon riscosse grande successo, incassando 170 milioni di dollari, oltre a rendere l'attore una figura di culto. Come il suo personaggio Eric Draven doveva sposarsi con la sua amata Shelly, anche Brandon doveva convolare a nozze con la fidanzata Eliza Hutton il 17 aprile in Messico dopo aver terminato le riprese del film. Ai suoi funerali parteciparono più di quattrocento persone tra cui personaggi come David Carradine, Steven Seagal, David Hasselhoff, Chuck Norris, Kiefer Sutherland, James Coburn, Dolph Lundgren, Dan Inosanto, John Lee Hancock e Don Wilson. La salma venne inumata presso il Lake View Cemetery di Seattle, accanto a quella del padre.

### Progetti postumi e dediche
Tre settimane dopo il suo decesso uscì un film biografico sul padre, Dragon - La storia di Bruce Lee, basato su un romanzo di Linda Emery pubblicato nel 1975. Inizialmente gli fu proposto di recitare la parte del suo celebre genitore ma, davanti al suo rifiuto, il regista Rob Cohen scelse Jason Scott Lee, il quale non ha legami di parentela con loro. Nei titoli di coda vi è una dedica a Brandon, anche se in alcune versioni televisive è stata tagliata. Anche nei titoli di coda de Il corvo c'è un omaggio a lui e alla sua fidanzata Eliza.
Nel 2000 venne pubblicato un film direct-to-video svedese intitolato Sex, Lögner and Videovåld, dove Brandon fa una piccola apparizione. L'attore filmò questo cameo nel 1992 mentre stava promuovendo Drago d'acciaio in Svezia, ma la pellicola ebbe modo di uscire solamente nel 2000 e i produttori gliel'hanno dedicata. Il gruppo rock The 69 Eyes ha composto la canzone Brandon Lee in suo onore; è contenuta nell'album Blessed Be.

## Filmografia

### Cinema
- Crime Killer, regia di George Pan Andreas (1985) - non accreditato
- Legacy of Rage (Long zai jiang Hu), regia di Ronny Yu (1986)
- Laser Mission, regia di BJ Davis (1989)
- Resa dei conti a Little Tokyo (Showdown in Little Tokyo), regia di Mark L. Lester (1991)
- Drago d'acciaio (Rapid Fire), regia di Dwight H. Little (1992)
- Il corvo - The Crow (The Crow), regia di Alex Proyas (1994) - postumo
- Sex, Lies and Video Violence (Sex, Lögner & Videovåld), regia di Richard Holm (2000) - postumo

### Televisione
- La legge del kung fu (Kung Fu: The Movie), regia di Richard Lang - film TV (1986)
- Kung Fu: The Next Generation, regia di Tony Wharmby - serie TV (1987)
- Ohara - serie TV, episodio What's In a Name (1988)

### Documentari
- L'urlo di Chen terrorizza ancora l'occidente - Dragonland  di Lorenzo De Luca (2009)

## Doppiatori italiani
Nelle versioni in italiano delle opere in cui ha recitato, Brandon Lee è stato doppiato da:
- Marco Bolognesi in Laser Mission
- Gianni Giuliano in Resa dei conti a Little Tokyo
- Valerio Sacco in Drago d'acciaio
- Luca Ward ne Il corvo - The Crow